# 인천용유초등학교
인천용유초등학교는 대한민국 인천광역시 중구 남북동에 있는 공립 초등학교이다.

## 학교 연혁
- 1935년 12월 12일 부천군 용유공립보통학교 개교[2]
- 1938년 4월 1일 용유공립심상소학교 명칭 변경
- 1941년 4월 1일 용유공립국민학교 개칭
- 1995년 3월 1일 무도분교장, 을왕분교장 통폐합
- 1996년 3월 1일 인천용유초등학교로 개칭
- 2003년 6월 26일 학교 재배치 공사 완료
- 2005년 3월 1일 특수학급 개설 및 방과후교실 운영
- 2005년 11월 4일 해양탐구관 개관
- 2006년 1월 26일 학교 증축 공사 완공
- 2013년 3월 1일 제27대 한양선 교장 취임
- 2014년 2월 13일 75회 졸업식 (금회 16명, 누계 3,627명)
- 2014년 3월 1일 10학급 편성(본교7, 분교 3)
- 2015년 3월 1일 제28대 윤희섭 교장 취임
- 2016년 10월 4일 용유 무의 한마음 축제
- 2017년 2월 14일 제78회 졸업식(11명, 누계 3,662명)
- 2017년 2월 28일 컴퓨터실 컴퓨터 교체, 융합과학실 구축
- 2017년 3월 2일 7학급 편성(특수학급 1학급 포함)

## 참고 자료
- 인천용유초등학교 - 한국교육학술정보원 학교알리미